# کاهوی کانادایی
کاهوی کانادایی (نام علمی: Lactuca canadensis) نام یک گونه از سرده کاهو است.